# Sialis immarginata
Sialis immarginata is een insect uit de familie Sialidae, die tot de orde grootvleugeligen (Megaloptera) behoort.